# Maïa Sandoz
Maïa Sandoz est une actrice, auteure et metteuse en scène française.

## Biographie
Maïa Sandoz est née en 1978 et grandit à Gennevilliers. Elle est formée au Studio-théâtre d'Asnières et à l'école du Théâtre national de Bretagne, dirigée alors par Jean-Paul Wenzel.
Elle est une des cofondatrices du squat artistique La Générale, qu'elle codirigea de 2006 à 2015, et elle codirige avec Paul Moulin la compagnie L'Argument,
Elle a fait partie du collectif D.R.A.O. (Derniers Remords Avant l'Oubli), qu'elle cofonda en 2002.
Elle fut artiste associée du CDN d’Orléans en 2015 et du Théâtre des Quartiers d’Ivry, Centre dramatique national du Val-de-Marne, de 2016 à 2019.
Elle met en scène Blanche Gardin pour deux de ses spectacles qui obtiendront le Molière de l'humour en 2018 et 2019
En 2022, elle codirige, avec Paul Moulin la compagnie de théâtre L'Argument,.

## Théâtre

### Comédienne
- 2002 : Derniers remords avant l'oubli de Jean-Luc Lagarce, collectif D.R.A.O., Théâtre de la Tempête
- 2003 : Le Mandat de Nikolaï Erdman, mise en scène Stéphane Douret, Scènes d'été, Paris
- 2005 : Push Up de Roland Shimmelpfennigh, collectif D.R.A.O., Théâtre de la Tempête
- 2008 : Nature morte dans un fossé de Fausto Paravidino, collectif D.R.A.O., Théâtre national de Toulouse Midi-Pyrénées
- 2008 : Le Moche de Marius von Mayenburg, mise en scène de Maïa Sandoz, La Générale
- 2010 : Petites histoires de la folie ordinaire de Petr Zelenka, collectif D.R.A.O., Théâtre des Quartiers d'Ivry
- 2013 : Round up, mise en scène de Victor Gaultier Martin, Théâtre des Quartiers d'Ivry
- 2018-22 : Zaï zaï zaï zaï de Fabcaro, mise en scène Paul Moulin, Théâtre de l'Atelier — également adaptatrice[6]
- 2018 : Stück Plastik, une pièce en plastique de Marius von Mayenburg, mise en scène de Maïa Sandoz, Théâtre des Quartiers d'Ivry[7],[8],[9]

### Mises en scène
- 2015 : Le Moche, Voir clair, Perplexe de Marius von Mayenburg[10],[11]
- 2017 : Je parle toute seule de Blanche Gardin[12] — Molière de l'humour 2018
- 2017 : L'Abattage rituel de Gorge Mastromas de Dennis Kelly, Rencontres Charles-Dullin, Théâtre-Studio d'Alfortville ; Théâtre des Quartiers d'Ivry[13],[14]
- 2018 : Stück Plastik, une pièce en plastique de Marius von Mayenburg,Théâtre des Quartiers d'Ivry[7],[8],[9]
- 2018 : Bonne nuit Blanche[15] — Molière de l'humour 2019
- 2020 : collaboration à la mise en scène de L'Encyclopediste de Frederic Danos pour le Festival d'automne[16]
- 2021 : Beaucoup de bruit pour rien de William Shakespeare, Agora d'Évry[17]
- 2023 : Le grognement de la voie lactée de Bonn Park, theatredelacité de Toulouse, théâtre de la Tempête[18]
- 2024: R.O.B.I.N de Clémence barbier, Paul Moulin et Maïa Sandoz, Théâtre de l'usine, Saint Céré

### Dramaturge
- 2013 : Round Up co-écrit avec Victor Gaultier Martin et Clémence Barbier, Théâtre des Quartiers d'Ivry
- 2009 : Maquette suicide[19], théâtre des Amandiers, Nanterre.

- 2024: R.O.B.I.N de Clémence barbier, Paul Moulin et Maïa Sandoz, Théâtre de l'usine, Saint Céré

## Filmographie

### Actrice
- 2005 : J'ai vu tuer Ben Barka de Serge Le Péron
- 2007 : Ligne blanche d'Ali Arhab, Comédie !
- 2011 : L'Apollonide : Souvenirs de la maison close de Bertrand Bonello
- 2012 : La grève des ventres de Lucie Borleteau
- 2013 : Comme un lion de Samuel Collardey
- 2014 : Saint Laurent de Bertrand Bonello
- 2018 : Famille de Catherine Cosme, Prix d’interprétation féminine,de la 27ème édition du Festival Le Court en dit long [20]
- 2021 : La Meilleure Version de moi-même de Blanche Gardin, Canal+
- 2022 : Dalva d'Emmanuelle Nicot
- 2022: Pour la France de Rachid Hami
- 2022: Comme une louve de Caroline Glorion
- 2024: Adieu monde cruel de Félix de Givry

### Réalisatrice
- 2019 : Bonne nuit Blanche